# Kapalong
Kapalong (Bayan ng Kapalong) är en kommun i Filippinerna. Kommunen ligger på ön Mindanao, och tillhör provinsen Davao del Norte. Folkmängden uppgår till 68 593 invånare.
Kapalong är indelat i 14 barangayer.